# Nicolae Munteanu (skoczek narciarski)
Nicolae Munteanu (ur. 6 grudnia 1931) – rumuński skoczek narciarski, uczestnik Zimowych Igrzysk Olimpijskich 1956 w Cortinie d’Ampezzo.

## Igrzyska olimpijskie
Uczestniczył w zimowych igrzyskach olimpijskich w Cortinie d’Ampezzo w 1956. Na tych igrzyskach wystąpił w zawodach na skoczni normalnej K-72. Nicolae Munteanu był jedynym skoczkiem reprezentującym Rumunię na tych igrzyskach. Zawody ukończył na 42. miejscu wśród 51 zawodników biorących udział w konkursie.
Były to jedyne igrzyska olimpijskie w jego karierze.